# نظرية حدية

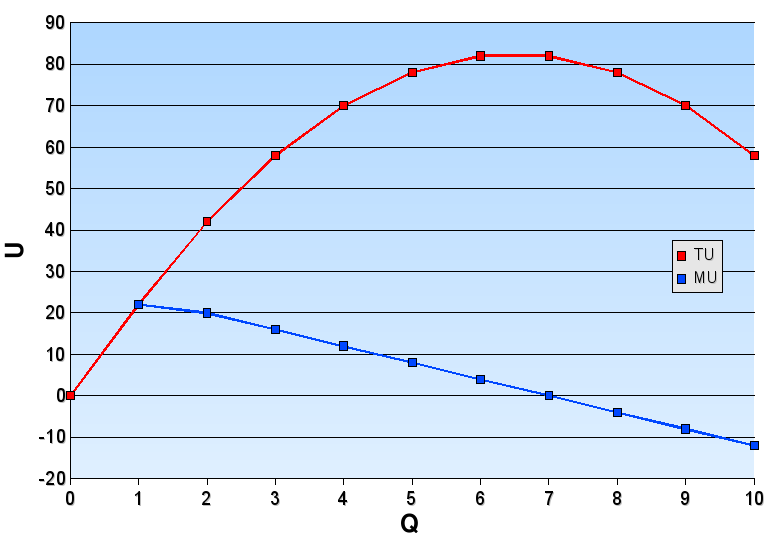

النظرية الحدية (بالإنجليزية: Marginalism)‏ هي إحدى نظريات علم الاقتصاد التي تحاول شرح التفاوت في قيمة السلع والخدمات من خلال الإشارة إلى فائدتها الثانوية أو الحدية. فالسبب في أن سعر جواهر الالماس هو أعلى من المياه، على سبيل المثال، يُعزى إلى الشعور بقدر أكبر من الارتياح تجاه الالماس مقارنة بالمياه. وبالتالي، فإنه على الرغم من أن الماء يتمتع بفائدة كلية أكبر، إلا أن الماس يتمتع بفائدة حدية أكبر.
وقد استخدمت هذه النظرية من أجل توضيح الفرق في الأجور بين الخدمات الأساسية وغير الأساسية؛ فهي، على سبيل المثال، توضح السبب وراء كون أجور فنيي إصلاح مكيفات الهواء تتجاوز أجور العاملين في مجال رعاية الأطفال.
ونشأت النظرية في منتصف أواخر القرن التاسع عشر استجابة للممارسة المعيارية للاقتصاد الكلاسيكي وتزايد جدل الاشتراكيين حول النشاط الاجتماعي والاقتصادي. وظهر مذهب الحدية كمحاولة لرفع علم الاقتصاد إلى مستوى الموضوعية والشمولية؛ بحيث لا يكون مدينًا بالفضل للانتقادات المعيارية. وتعرضت النظرية منذ ذلك الحين للنقد لفشلها في فهم طبيعة السوق وعدم قدرتها على تفسير البيانات التجريبية الجديدة.
وعلى الرغم من أن المفهوم المحوري للنظرية الحدية هو مفهوم الفائدة الحدية، إلا أن أنصار مذهب الحدية، الذين حذوا حذو ألفريد مارشال، يعتمدون على فكرة الإنتاجية المادية الحدية في تفسير التكلفة. وقد تخلى التقليد الكلاسيكي الجديد الذي صدر من النظرية الحدية البريطانية عن مفهوم الفائدة، وأعطى المعدلات الحدية للإحلال دورًا أكثر أهمية في التحليل. والنظرية الحدية هي جزء لا يتجزأ من نظرية الاقتصاد السائد.

## مفاهيم حدية هامة

### الحدية
تُصَوَّر القيود كحد أو هامش. ويتوافق موقع الهامش لأي فرد مع منحة تُعطى له، ويُفهم على نطاق واسع ليشمل فرصًا. وتُحَدَّد هذه المنحة من خلال العديد من الأمور، بما في ذلك القوانين الفيزيائية (التي تقيد كيفية تحول أشكال الطاقة والمادة) وحوادث الطبيعة (التي تحدد وجود الموارد الطبيعية) ونتائج القرارات السابقة التي أَتُخِذَت من قِبل آخرين والفرد على حد سواء.

## اقرأ أيضا
- نظرية الإنتاجية الحدية للعمل
- نظرية تخصيص الأجور
- منتج حدي
- تكلفة حدية
- تكلفة كلية
- تكلفة متغيرة
- تكلفة ثابتة
- تكلفة متوسطة
- تكلفة التخفيض الحدي
- الميل الحدي للادخار
- منفعة حدية